# Franz-Lehmann-Straße 24 (Leuna)

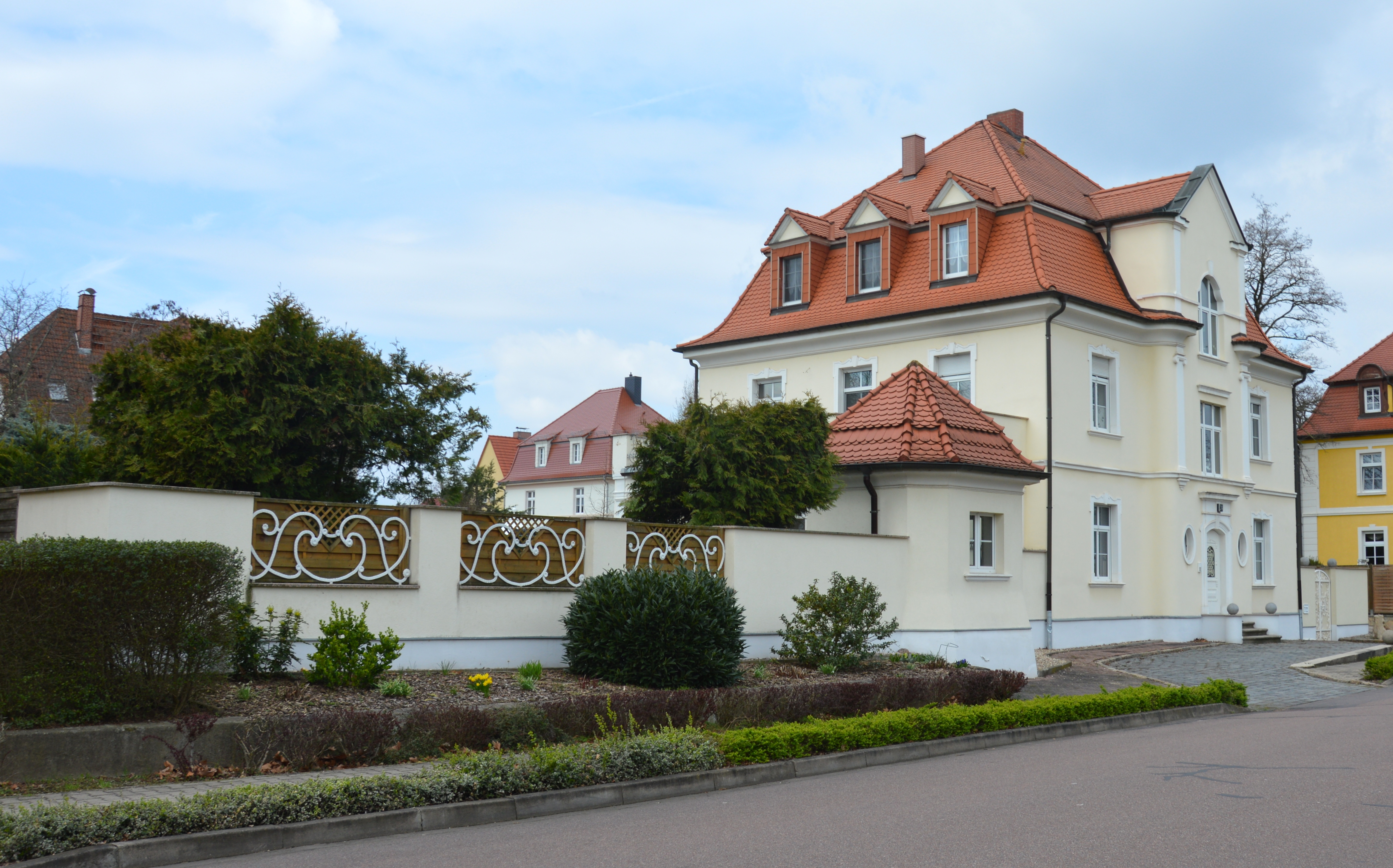
Villa Franz-Lehmann-Straße 24

Das Haus Franz-Lehmann-Straße 24 ist eine denkmalgeschützte Villa in der Stadt Leuna in Sachsen-Anhalt.

## Lage
Sie liegt nordöstlich des Leunaer Stadtzentrums auf der Westseite der Franz-Lehmann-Straße. Etwas weiter östlich befindet sich der Plastik-Park Leuna.

## Architektur und Geschichte
Die Villa entstand in der Zeit um 1920. Der repräsentative und wohl proportionierte Bau wurde überwiegend in Anlehnung an die Formensprache des Rokoko gestaltet.
Im örtlichen Denkmalverzeichnis ist die Villa unter der Erfassungsnummer 094 20626 als Baudenkmal verzeichnet.